# Palacio Gritti Morosini
El palacio Gritti Morosini o palacio Gritti, es un edificio histórico italiano situado en el sestiere de San Marco en Venecia. Se asienta en la plaza o campo Sant'Angelo a mitad del camino que liga campo Manin y campo de Santo Stefano.

## Historia y descripción
A falta de datos certeros, lo más probable es que este edificio se construyera en el siglo XVI, en pleno Renacimiento, por lo que constituye un ejemplo precursor de arquitectura neogótica.
La fachada principal, en ladrillo, presenta políforas de cuatro aberturas de arco gótico, con características particulares en cada una de sus plantas y dotadas de pretiles o pequeñas balaustradas en piedra labrada.
Destacan los revestimientos de mármol y el enfoscado polícromo en torno a las ventanas de la primera planta noble y del portal.